# 傑洛美·卡希爾
傑洛美·P·卡希爾（英語：Jerome P. Kassirer，1932年—）是一位美国腎臟科医生，塔夫茨大學医学院教授，1991年至1999年曾任新英格兰医学杂志（New England Journal of Medicine）總編輯。